# FileMaker
FileMaker Pro er et relationelt databaseværktøj udviklet af det 100% Apple-ejede datterselskab FileMaker Inc. Værktøjet består af en integreret databasemotor og grafisk grænseflade, som gør det muligt at opbygge relativt avancerede databsesystemer uden kendskab til formelle forespørgselssprog som SQL. De senere versioner understøtter dog også brug af SQL kald og integrerer med fx Oracle, MS SQL og MySQL.

## FileMaker som databaseplatform
FileMaker er på mange måder et anderledes værktøj, som både er rettet mod ikke-it-uddannede specialister i mindre virksomheder eller afdelinger af større virksomheder og mod udvikling af egentlige virksomhedssystemer.

## FileMaker opgavetyper - målgrupper
I forhold til ikke uddannede programmører er FileMaker primært i konkurrence med Microsoft Access og i mange tilfælde kan FileMaker her også anvendes til at systematisere opgaver der ellers blev løst i fx Microsoft Excel.
FileMaker anvendes også til udvikling af egentlige virksomhedssystemer og bruges i en række større amerikanske og internationale virksomheder. Også i Danmark bruges FileMaker bl.a. hos forlag som Lindhardt og Ringhof (Egmont) til at håndtere redaktionel proces, produktionsstyring og udgivelse i det der er landets næststørste forlag. En række dansk-internationale entreprenørvirksomheder anvender ligeledes FileMaker til meget store projekterings- og projektstyringsopgaver.

## FileMaker struktur
FileMaker Pros struktur er anderledes end de fleste andre systemer. Der er en layoutgenerator som anvendes både til at generere skærmbilleder og til udskrifter:
Programmering foregår enten via FileMaker Pros eget scriptsprog eller ved hjælp af PHP eller SQL (fra de seneste versioner). ScriptMaker er det interne værktøj til at generere scripts og automatisering.
Variable med lokalt og globalt virkefelt samt andre traditionelle programmeringsmetoder understøttes i de nyere versioner af FileMaker Pro lige som scripts kan kaldes med parametre og returnere værdier.
I de forrige udgaver, fra version 7 til version 12, har FileMaker Pro undergået en stor modning, og der er en løbende balancegang mellem at give avancerede udviklere flere muligheder uden at skubbe mindre øvede udviklere fra sig. De tidligere udgaver af FileMaker havde filformatet .fp7 og kan kan importere og eksportere data dels fra ældre FileMaker versioner og del filer i en række forskellige arkivformater, dels direkte via ODBC og XML. Endvidere kan data webpubliceres via php, andre teknikker såsom XML og XSLT og FileMakers egen “Instant Web Publishing”.
I ældre versioner, før 2004 hvor FileMaker 7 kom, havde FileMaker egen indbygget webserver. Siden FileMaker 7 har man anvendt hhv. MS IIS på Windows og Apache på Mac (som er unix-baseret).
FileMaker Pro-databaser kan både afvikles som enkeltstående løsninger via enten FileMaker Pro-klient eller som rent runtime-program.
Men det mest almindelige er at afvikle FileMaker i et traditionelt client servermiljø, hvor de enkelte FileMaker Pro-klienter kobler op til en FileMaker Server.
Der tilbydes også en udvidet version af databaseklienten, FileMaker Pro Advanced, som bl.a. tilbyder fejlfinding, debuggingsværktøjer og avancerede analyse og databaseværktøjer rettet mod avancerede brugere og egentlige udviklere.

## FileMaker 14
Den nyeste version af FileMaker, FileMaker 14, har fortsat udviklingen mod en professionalisering rettet mod stadig større løsninger. Serveren er blevet modulær og kan håndtere større belastning.
Samtidig er FileMaker via Appløsningen [FileMaker GO] nu også tilgængelig på iPad og iPhone. Her afvikles FileMakerløsningerne enten som lokale apps eller koblet op mod FileMaker Server.
Der er nyt filformat til FileMaker 12 og 13 og det betyder at man skal konvertere den gamle .fp7 løsning til .fp12, en proces der dog foregår automatisk når man åbner første gang. Når en løsning er konverteret kan den dog ikke mere bruges i den gamle version. FileMaker 14 anvender samme filformat som FileMaker 12 og 13 og filerne skal ikke konverteres.
WebDirect blev introduceret i FileMaker 13 og blev oplevet som langsom og en del steder som meget anderledes end samme løsning i FileMaker Pro. I FileMaker 14 er WebDirect helt genskrevet. Med WebDirect bringes FileMaker databaser direkte på web uden kodning. WebDirect i FileMaker 13 var første version af denne nye teknologi, men det er langsigtet FileMakers mål at replikere FileMaker Pro applikationen fuldt i web, så man som bruger ikke nødvendigvis skal have FileMaker installeret på sin computer. WebDirect signallerer et første skift i retning af en mere cloud baseret fremtid for platformen. FileMaker hævder at den nye WebDirect i FileMaker 14 er blevet langt hurtigere. Dertil kræver den ikke mere så hurtig/kraftig server hardware.
Man kan fortsat lave websites med PHP (HTML 5: JavaScript/PHP/HTML) og der er fortsat fund understøttelse af XML.
Udover FileMakers egne funktioner findes der et omfattende miljø af virksomheder der laver udvidelser. De fleste af disse udnytter FileMakers officielle Plugin API og laves med og udnytter programmeringssprog fra PHP til C++.

## Historie
Systemet har sine rødder i DOS-verden og programmet “Nutshell” udviklet af Nashoba Systems. Da Apple lancerede Macintosh-computeren blev Nutshell porteret til denne, udbygget med en grafisk grænseflade og lanceret som FileMaker. Apple stiftede virksomheden Claris Inc. til at udvikle programmer til Macintosh og Claris opkøbte Nashoba. FileMaker blev omdøbt til først FileMaker II og siden FileMaker Pro 1.0 i 1990. 1992 kom FileMaker Pro 2.0 og med den understøttelse af Windows. 1995 lanceredes FileMaker Pro 3.0 der gjorde det muligt at skabe relationsdatabaser og introducerede programmeringssproget ScriptMaker. Nyeste programversion er FileMaker 14, som blev lanceret i maj 2015. Endvidere lanceredes FileMaker Go, der er en fuld FileMaker-klient til iPhone og iPad, i 2010. FileMaker Go er gratis til både iPhone og iPad.
FileMaker er et selvstændigt Inc, men er fuldt ud ejet af Apple. I de seneste år er man begyndt at reklamere med at FileMaker er "An Apple Subsidiary".

## Versioner
Indtil version 2.1 i 1994 var FileMaker udelukkende til Macintosh. Siden 1994 har FileMaker været ens på Windows og Mac og har delt server og data på tværs. Siden 1995, med FileMaker 3, har FileMaker været en fuldt relationel database. Det næste store skift kom i 2004 med FileMaker 7 og den nye mere omfattende og dybe relationsmodel og muligheden for at have mange tabeller i samme fil.
- 1985 - FileMaker 1.0. Udviklet af Nashoba udelukkende til Macintosh med System 3.2 og op til 4.2. Allerede fra starten havde FileMaker en rent grafisk brugergrænseflade, også til udvikling af rapporter. Men de første udgaver var meget simple og helt uden programmerings- og automatiseringsmuligheder.
- 1986 - FileMaker Plus fra Nashoba var i hård konkurrence med MS File, Microsofts databaseløsning til Apples Macintosh. På Macintosh får FileMaker så stor markedsandel, at det er med til at få Microsoft til at droppe MS File.
- 1988 - FileMaker 4/FileMaker II 1.0 blev udgivet af Nashoba og skiftede navn til FileMaker II 1.0 da Apples softwarefirma Claris i juli 1988 overtog FileMaker. FileMaker Pro II 1.0 fungerede fortsat kun på Macintosh. Navneskiftet fra FileMaker 4 og "tilbage" til FileMaker II skyldtes navngivningen af de øvrige Clarisprogrammer der i den periode hed MacWrite II, MacPaint II osv.

FileMaker overtaget af Apple/Claris
- 1990 - FileMaker Pro 1.0. Programmet blev efterhånden udvidet med automatiseringsmuligheder, og selv om FileMaker ikke understøttede relationelle datamodeller kom der efterhånden løsninger til der simulerede relationer, bl.a. ved "lookups" der kunne hente relaterede data ind, men det var som kopi, altså med redundante data og krævede løbende opdatering for at være ajour.
- 1992 - FileMaker Pro 2.0.
- 1994 - FileMaker Pro 2.1 og FileMaker Server 2.0 var for første gang cross platform og fra nu af ens på Windows og Macintosh platformene. FileMaker Pro 1.1 danner på mange måder grundlaget for den FileMaker der eksisterede helt frem til FileMaker 7. Scripteditor til automatisering, deling over nettet osv. Det var også FileMaker 2.1 der første gang kom med en udvidet version med udviklerværktøjer, kaldet FileMaker Pro SDK. FileMaker Pro 2.1 understøttede følgende netværk: AppleTalk, MacIPX samt TCP/IP på Mac og Windows.
- 1995 - FileMaker 3 kom i december og FileMaker Pro Server kom i januar 1996. For første gang byggede FileMaker på en relationel model.
- 1997 - FileMaker 4 fil bl.a. plugin API der tillader 3. partsudviklere at lave udvidelser til FileMaker. Dertil fil FileMaker Web Companion der fungerede som http webserver og CGI server. Det var første gang FileMaker kunne publicere direkte på internettet.

1998 - Apple nedlægger Claris og tager de fleste af produkterne ind i moderfirmaet. FileMaker udskilles dog som FileMaker Inc og er fortsat i 2015 et helt selvstændigt firma der dog er ejet af Apple.
- 1999 - FileMaker 5.0 og Server 5.0. Nu med indbygget ODBC driver til integration med andre database- og administrationssystemer, forbedret webpublishing og mange andre udvidelser.
- 2001 - FileMaker Pro 5.5. og Server 5.5. Indfører ny sikkerhedsmodel med sikkerhed ned på record (kort) niveau og ny arkitektur til deling på web.
- 2002 - FileMaker Pro 6.0. Fungerer fortsat med Server 5.0 og 5.5. Indførte XML import og eksport samt en række andre importmetoder og nye automatiseringsfunktioner med bl.a. Custom Dialog (dialogsystem).
- 2004 - FileMaker Pro 7. Et voldsomt skift til ny relationsmodel og understøttelse af langt større løsninger. Relationsmodellen som fortsat bruges i den nyeste version af Filemaker understøtter relationer i uendelig dybde. Hver fil kan nu, teoretisk, rumme 1 million tabeller og, lige så teoretisk, kan hver tabel rumme 1 million felter. Filstørrelser op til 8 TB understøttes og der kom containerfelter der kan rumme enhver filtype og filer på op til 4 GB pr. felt. Ny sikkerhedsmodel, kryptering af kommunikation mellem server og klient. I FileMaker 7 understøttes web publicering kun med XML/XSLT transformering - hvilket i 2004 af mange blev anset for fremtiden for web publicering.

FileMaker Server kommer fra nu af hele tiden i nye versioner svarende til den til enhver tid gældende FileMaker Pro version.
- 2005 - FileMaker Pro 8. Automatiserings-scripteditor blev udvidet med variable og der blev indført tabs som layoutmodul. FileMaker Server blev optimeret da FileMaker 7 af mange var blevet oplevet som ganske langsom ifht. den simplere FileMaker Server 6.
- 2006 - FileMaker Pro 8.5. Mulighed for integration af webindhold på layouts via Web Viewer, styrkelse af udviklingsværktøjet med objektnavne. Web Viewer gav bl.a. mulighed for at integrere med Google Maps og andre tilsvarende webservices.
- 2007 - FileMaker Pro 9. Layout- og rapportværktøjerne blev væsentligt styrket. Men den væsentligste udvidelser var "native" understøttelse af MySQL, MS SQL og Oracle databaser. Med denne nye kobling optræder disse SQL baser i FileMaker som om de var lavet med FileMaker tabeller. Det var en meget væsentlig udvidelse for virksomheder der ønsker at integrere FileMaker med deres enterprise systemer.
- 2009 - FileMaker Pro 10. Væsentlige udvidelser til automatiseringsfunktionerne med såkaldte script triggers der overvåger data og brugerens aktivitet og udløser scripts og rutiner afhængigt af brugerens handlinger og dataændringer. Dertil Instant Web Publishing der tillader web visning af databaser helt uden html og php programmering.
- 2010 - FileMaker Pro 11. Indbygget graf og diagramfunktion, filtrering af data i portaler.
- 2010 - FileMaker Go 1.0. FileMaker klient til brug på iOS (iPhone og iPad). Kan både bruges med lokale data og forbinde til FileMaker Server. I de følgende år kommer FileMaker Go løbende i forbedrede udgaver der matcher den gældende udgave af FileMaker.
- 2012 - FileMaker Pro 12. Ny layoutmodel der for første gang er baseret på CSS, direkte SQL kald som standard i FileMaker. En væsentlig ændring så containerfelter nu udvides til at kunne gemme filer eksternt på FileMaker Server.
- 2013 - FileMaker Pro 13. Udvidelse af sikkerhedsmodellen med kryptering på filniveau som supplerer den eksisterende sikkerhedsmodel og medfører at hvis man får tilgang til en fil fra backup eller server kan den ikke tilgås. Udvidelse af den nye layout og rapportmodel der blev indført i FileMaker 12 så man nu kan redigere CSS med temaer og styles direkte i grænsefladen. Instant Web Publishing er ikke mere understøttet men til gengæld er der nu en helt ny model, WebDirect. WebDirect er i sin første udgave i FileMaker 13 men FileMaker vil med denne nye teknik med tiden gøre det muligt at ibrugtage FileMaker uden at skulle installere lokal software på PC og Mac. I sin nuværende udgave understøtter WebDirect ikke mobile platforme som Windows Mobile, Android og iOS men på iOS kan man bruge FileMaker Go.
- 2015 - FileMaker 14. Stærkt forbedret WebDirect og FileMaker Go. En lang række nye funktioner og layoutelementer som fx button bar der giver dynamiske elementer til menuer og knapområder. Disse og det meste andet virker nu ens på tværs af FileMaker Pro, WebDirect og FileMaker Go. En væsentlig nyhed er at WebDirect nu også virker på iOS (nyere versioner af iPad og iPhone) samt på Android og andre systemer. Det bringer i praksis FileMaker ind på alle platforme der anvender Explorer, Chrome og Safari som browsere. FileMaker Pro fungerer fortsat på Windows og Mac.

Der kommer som regel en ny version af FileMaker hver 12-18. måned så næste version der formodentlig hedder FileMaker 15 kan ventes i 2016..
FileMaker gennemfører meget omfattende testforløb med udvalgte udviklere. Disse udviklervirksomheder har ofte den næste version af FileMaker op til et år før den frigives. Samtidig med at FileMaker lægger stor vægt på at oplysninger om næste version ikke kommer ud før den frigives sikrer man sig at udviklermiljøerne bliver informeret tidligt. Det er kendt at FileMaker ofte præsenterer den næste version for tusinder af udviklere på de amerikanske og europæiske udviklerkonferencer op til et år før den udkommer. Trods dette vil man sjældent eller aldrig kunne læse om den næste udgave på nettet eller andre steder før den udkommer.

## Udviklermiljø
FileMaker Inc. er vært for den verdensomspændende udviklersammenslutning TechNet som bl.a. giver brugere mulighed for at diskutere problemer og løsninger. Endvidere tilbydes partnerprogrammet FileMaker Business Alliance (FBA), der er opdelt i standard og platin-medlemmer. Endelig tilbydes et certificeringsprogram, som efter en bestået ProMetric-test giver ret til titlen FileMaker Certified Developer. FileMaker offentliggør til enhver tid en liste over certificerede udviklere i det enkelte land, her listen for Danmark Arkiveret 2. april 2015 hos  Wayback Machine.
Platinum Partner er et niveau man bliver udnævnt til af FileMaker, man kan ikke selv ansøge. For at kunne komme i betragtning som Platin partner sættes der høje krav til soliditet samt en højt teknisk niveau, også her offentliggør FileMaker en liste for det enkelte land, her de danske Platinum Partners Arkiveret 2. april 2015 hos  Wayback Machine.

## Konferencer og udviklingsmiljøer
Hver sommer afholdes en udviklerkonference i USA med deltagelse af udviklere fra hele verden. I Europa er der flere lokale årlige konferencer, bl.a. DevCon Scandinavia med deltagelse fra Danmark, Finland, Norge og Sverige, som på skift afholdes i Danmark og Sverige. Sidst blev konferencen afholdt i oktober 2014 i Stockholm og næste gang er i Göteborg i efteråret 2015 og dernæst i 2016 igen i København. . Konferencen arrangeres "af udviklere" og "for udviklere". I Sverige er det Premium AB der står for det praktiske arrangement og konferencens indhold. I Danmark er det Codeo ApS der står for konferencen. De seneste år har FileMaker selv deltaget og sender centrale udviklere og ledende medarbejdere som oplægsholdere.

## Eksterne kilder og henvisninger
1. ↑  "Devcon Scandinavia 2013". Arkiveret fra originalen 24. juli 2019. Hentet 20. januar 2021.

- TechNet Arkiveret 21. oktober 2012 hos  Wayback Machine omfattende forum for teknisk hjælp og debat om FileMaker.
- FileMaker Devcon Scandinavia Arkiveret 24. juli 2019 hos  Wayback Machine